# American High – Hier steigt die Party!
American High – Hier steigt die Party! (Originaltitel: The Sausage Factory; in den USA auch Now What) ist eine kanadische Fernsehserie, die erstmals 2004 auf ProSieben in Deutschland ausgestrahlt wurde. Einige Zeit später wurde die Serie auch auf MTV gezeigt, dem Sender auf dem sie auch in den USA zu sehen war.
Der Pilotfilm der Serie wurde Anfang 2000 in Los Angeles gedreht. Die 13 eigentlichen Episoden wurden ab Februar 2001 in Vancouver produziert.
Seit dem 13. Oktober 2006 ist die Serie in Deutschland auf DVD erhältlich.

## Inhalt
Die Serie handelt von vier besten Freunden, namens Zack, J.C., Ted und Gilby. Die vier versuchen ihr erstes Jahr an der West Boulder High in Boulder, Colorado zu überleben und lassen nichts unversucht beim anderen Geschlecht zu landen und ihr „erstes Mal“ zu erleben.
Zack versucht das Herz von Lisa zu erobern, stellt sich dabei aber etwas tollpatschig an und bleibt so (zumindest anfangs) erfolglos.
Ted ist ein reicher Junge, der einige Probleme mit seiner Freundin Nancy hat und eher auf die Schule als auf Sex fokussiert ist.
J.C. zieht eher Frauen an, die alt genug wären um seine Mutter zu sein.
Gilby ist ein typischer Klassenclown und sorgt ständig für Ärger. Er ist ein liebenswerter Freak, der sich Anmachen für Frauen ausdenkt, aber keinerlei Aufmerksamkeit von diesen bekommt.

## Besetzung
| Rolle          | Schauspieler   | Synchronsprecher  |
| -------------- | -------------- | ----------------- |
| Zack Altman    | Adam Brody     | Benedikt Gutjan   |
| J.C. Climan    | Kenny Fisher   | Manuel Straube    |
| Ted Ogilvy     | Adam Frost     | Clemens Ostermann |
| Gilby Van Horn | Johnny Lewis   | Daniel Schlauch   |
| Nancy Winograd | Kristen Renton | Maren Rainer      |
| Lisa Holiday   | Andi Eystad    | Shandra Schadt    |

## Kritiken
- „Der von MTV produzierte O.C. California-Verschnitt nach American Pie-Muster war im deutschsprachigen Raum auf Pro7 zu sehen. Keinesfalls so schlecht wie ihr Ruf, kann die Serie bisweilen sogar mit anständiger Situationskomik aufwarten, bleibt unterm Strich aber leichte Unterhaltung für die MTV-Generation“[2]
- „With madcap hijinks and sophomoric stunts, Now What was both wildly hilarious and compellingly honest.“[3]
- Ute Nardenbach bezeichnete in den Lübecker Nachrichten die Serie als „eher flache Sitcom“ und sagte die Serie spiele „höchstens [in der] C-Liga“ und spreche „als Zielgruppe – wie die sicher nicht zufällige Namensähnlichkeit zur „American Pie“-Reihe vermuten lässt – eher männliche Teenager mit einer Affinität für Körperflüssigkeiten und albernen Fäkalhumor an“.

## Auszeichnungen
- 2002: 
  - Leo Award in der Kategorie Musik-, Comedy-, Varieteprogramm oder Serie: Bester Regisseur (Music, Comedy, or Variety Program or Series: Best Director) für die Episode Zacks kleines Problem (Zack's Little Problem) gewonnen (John Pozer)
  - Nominiert für den Leo Award in der Kategorie Musik-, Comedy-, Varieteprogramm oder Serie: Bestes Produktionsdesign (Music, Comedy, or Variety Program or Series: Best Production Design) für die Episode Gilbys Millionen (Gilby's Millions) (Grant Pearse)